# Adelheid van Maurienne

Adelheid van Maurienne (ca. 1092 - Montmartre, 18 november 1154) , ook bekend als Adelheid van Savoye, was door haar huwelijk met Lodewijk VI van Frankrijk koningin van Frankrijk. Ze was een dochter van Humbert II van Savoye en van Gisela van Bourgondië, en een nicht van paus Callixtus II.

## Biografie
Adelheid van Maurienne trouwde op 28 maart 1115 te Parijs met Lodewijk VI van Frankrijk. Als koningin had ze een actief aandeel in het bestuur. Zij ageerde tegen kanselier Stephanus van Garlande. 

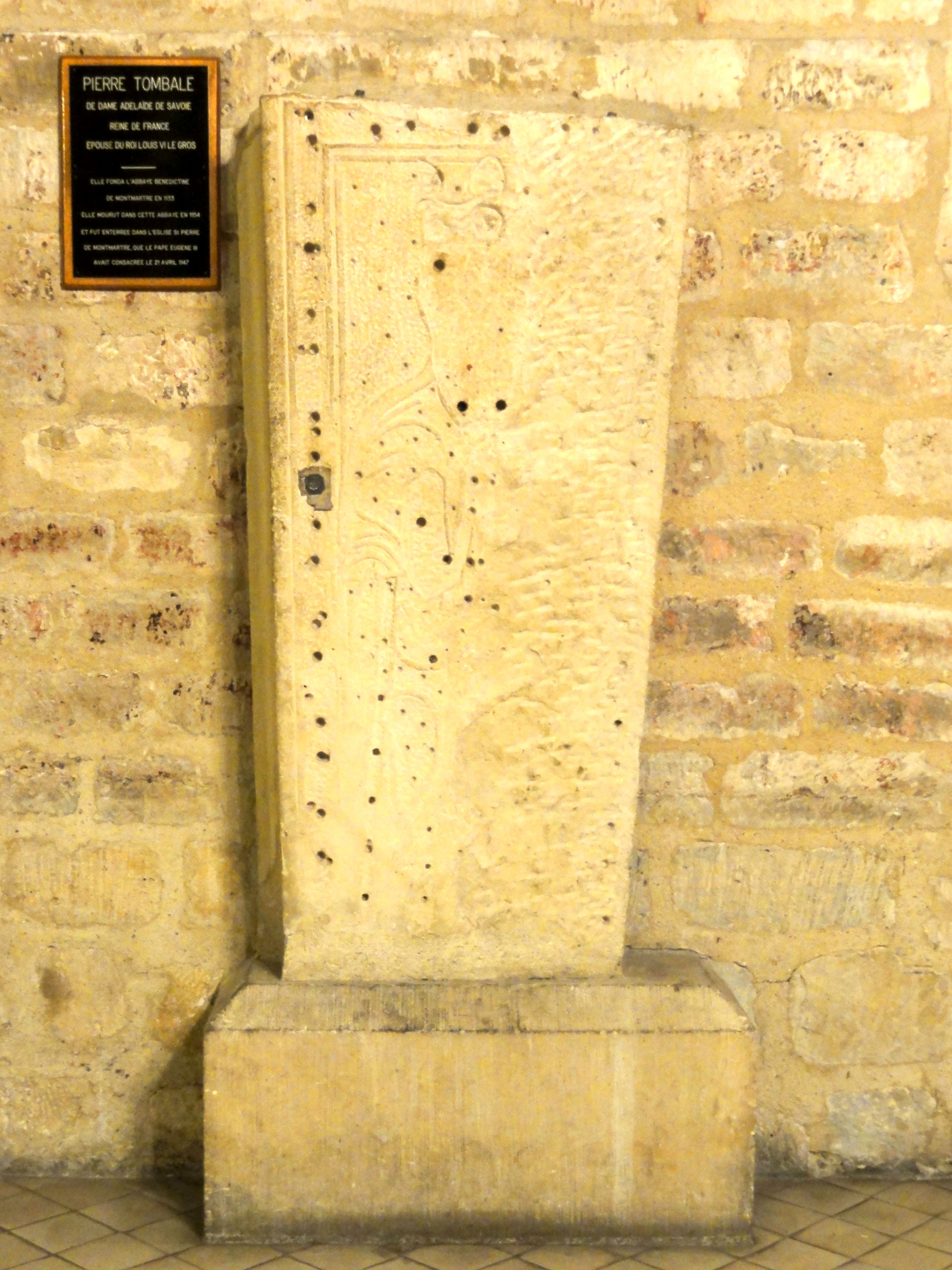
Grafsteen van Adelheid van Maurienne in de kerk St.-Pierre de Montmartre

Lodewijk en Adelheid kregen de volgende kinderen:
- Filips (1116-1131)
- Lodewijk VII (1120-1180)
- Hendrik (1121/1123-1175), aartsbisschop van Reims
- Hugo ( 1122 - jong gestorven)
- Robert I van Dreux (1124/1126-1188)
- Pieter (1126 - 1180 of 1183)
- Constance (1128-1177), gehuwd met Eustaas IV van Boulogne, daarna met Raymond V van Toulouse
- Filips (1132/33-1161) , bisschop van Parijs[1]

Na de dood van Lodewijk VI hertrouwde zij in 1138 met constable Mattheus I van Montmorency. Zij was betrokken bij samenzweringen tegen abt Suger en moest zich daarom op last van haar zoon, Lodewijk VII, terugtrekken op haar landgoederen bij Compiègne. In 1153 trok zij zich terug in de abdij van Montmartre, die zij samen met Lodewijk VII gesticht had. Zij stierf er een jaar later.